# Ашиклар
 Тази статия е за селото в Ксантийско.  За селото в Саръшабанско вижте Ашиклар (Ксантийско).  
Ашиклар или Шикла̀ра, Шиклари или Шикла̀ре (на гръцки: Ευρωπός, Европос, до 1925 година Ισικλάρ, Исиклар или Ασικλάρ, Асиклар) е село в Гърция, Егейска Македония, дем Пеония, област Централна Македония.

## География
Селото е разположено на 80 m надморска височина, в западния край на Солунското поле.

## История

### Праистория и Античност
Югоизточно от селото е разкрита праисторическа селищна могила, а на два хълма южно и югоизточно от селото има античен град, който понякога се идентифицира с античния Европос.

### В Османската империя
В началото на XX век Ашиклар е село в Ениджевардарска каза на Османската империя. На австро-унгарската военна карта селото е отбелязано като Ишиклар (Išiklar).
Според Васил Кънчов („Македония. Етнография и статистика“) в 1900 година Ашъклари има 30 жители българи християни и 655 турци. Според спомени на жители на околни села част от населението на Шиклара се състои от катили, известни със своите золуми, включително и убийства.
В 1910 година в Ашиклар е образувана турска чета за противодействие на българските и гръцките, начело с Кьорпе Ибрахим.
В 1910 година Халкиопулос пише, че в селото (Ισικλάρ) има 1200 мюсюлмани.
По данни на Българската екзархия в 1910 година Шаклара има 211 семейства и 1211 жители турци.

### В Гърция
По време на Балканската война в 1912 година в селото влизат гръцки части и след Междусъюзническата в 1913 година Ашиклар остава в Гърция. В 1912 година е регистрирано като селище с мюсюлманска религия и турски език. Преброяването в 1913 година показва Асиклар (Ασηκλάρ) като село с 476 мъже и 354 жени.
Боривое Милоевич пише в 1921 година („Южна Македония“), че Ашиклар има 350 къщи турци.
След Лозанския договор всичките 211 турски семейства се изселват и през септември 1924 година в него са настанени първите гръцки бежанци - 277 семейства от село Фуладжък и 9 семейства от Къздервент, Никомидийско, 83 семейства от Чанта, Източна Тракия, 7 семейства понтийски гърци и 2 арменски семейства. В 1925 година името на селото е променено на Европос. В 1928 година селото е смесено местно-бежанско с 388 семейства и 1393 жители бежанци.
Населението традиционно произвежда жито, овошки, памук и други земеделски продукти.
В 1925 – 1927 година е изградена църквата „Свети Георги“, трикорабна тухлена базилика с женска църква. В 1978 – 1980 на нейно място е построена голяма трикорабна базилика с купол и женска църква, също посветена на Свети Георги.
| Име          | Име             | Ново име   | Ново име   | Описание                                                 |
| ------------ | --------------- | ---------- | ---------- | -------------------------------------------------------- |
| Кислар Бурну | Κιολάρ Μπουρνού | Митула     | Μυτούλα    | местност на ЮЗ от Ашиклар                                |
| Ашиклар      | Άσικλάρ         | Левендес   | Λεβέντες   | възвишение на З от Ашиклар (165,2 m)                     |
| Чаири        | Τσαΐρια         | Ливадия    | Λιβάδια    | местност на СЗ от Ашиклар                                |
| Карамандере  | Καραμάν Ντερέ   | Караманос  | Καραμάνος  | река на С от Ашиклар                                     |
| Бостанлъка   | Μποστανλίκα     | Пепониес   | Πεπονιές   | местност на С от Ашиклар                                 |
| Либахово     | Λιμπάχοβον      | Дискос     | Δίσκος     | възвишение на СЗ от Ашиклар и на И от Либахово (203,8 m) |
| Карачалия    | Καρά Τσαλια     | Мавроклада | Μαυρόκλαδα | местност на И от Ашиклар по десния бряг на Вардар        |

| Година    | 1913 | 1920 | 1928 | 1940 | 1951 | 1961 | 1971 | 1981 | 1991 | 2001 | 2011 | 2021 |
| --------- | ---- | ---- | ---- | ---- | ---- | ---- | ---- | ---- | ---- | ---- | ---- | ---- |
| Население | 830  | 896  | 1338 | 1671 | 1632 | 1874 | 1750 | 1756 | 2314 | 2425 | 1734 | 1413 |

## Личности
Родени в Ашиклар
- Кязим, главатар на разбойническа банда, тероризираща българските села, убит в началото на ХХ век по нареждане на ВМОРО[19]